# Саска-Монтане (комуна)
Саска-Монтане (рум. Sasca Montană) — комуна у повіті Караш-Северін в Румунії. До складу комуни входять такі села (дані про населення за 2002 рік):
- Богодінц (192 особи)
- Поток (301 особа)
- Саска-Монтане (587 осіб)
- Саска-Ромине (451 особа)
- Слатіна-Нера (356 осіб)

Комуна розташована на відстані 350 км на захід від Бухареста, 48 км на південь від Решиці, 104 км на південь від Тімішоари.

## Населення
За даними перепису населення 2002 року у комуні проживали 1887 осіб.
Національний склад населення комуни:
| Національність | Кількість осіб | Відсоток |
| -------------- | -------------- | -------- |
| румуни         | 1848           | 97,9 %   |
| угорці         | 13             | 0,7 %    |
| німці          | 12             | 0,6 %    |
| цигани         | 7              | 0,4 %    |
| українці       | 2              | 0,1 %    |
| болгари        | 2              | 0,1 %    |
| серби          | 1              | 0,1 %    |
| чехи           | 1              | 0,1 %    |

Рідною мовою назвали:
| Мова       | Кількість осіб | Відсоток |
| ---------- | -------------- | -------- |
| румунська  | 1862           | 98,7 %   |
| німецька   | 10             | 0,5 %    |
| угорська   | 7              | 0,4 %    |
| циганська  | 5              | 0,3 %    |
| болгарська | 1              | 0,1 %    |
| чеська     | 1              | 0,1 %    |

Склад населення комуни за віросповіданням:
| Релігія                                       | Кількість осіб | Відсоток |
| --------------------------------------------- | -------------- | -------- |
| православні                                   | 1704           | 90,3 %   |
| баптисти                                      | 119            | 6,3 %    |
| п'ятдесятники                                 | 31             | 1,6 %    |
| римо-католики                                 | 25             | 1,3 %    |
| греко-католики                                | 5              | 0,3 %    |
| адвентисти                                    | 1              | 0,1 %    |
| мусульмани                                    | 1              | 0,1 %    |
| лютерани (Синодально-пресвітеріанська церква) | 1              | 0,1 %    |